# Малая Сойю
Малая Сойю — река в России, протекает по территории Сосногорского района и Вуктыльского округа в Республике Коми. Устье реки находится в 1180 км по левому берегу реки Печора. Длина реки составляет 46 км, площадь водосборного бассейна 100 км².
Исток реки находится в 19 км к северо-западу от села Шердино и в 63 км к юго-западу от города Вуктыл. Река течёт на восток, сильно петляя. Всё течение проходит по ненаселённому, всхолмлённому, частично заболоченному лесному массиву. Впадает в Печору напротив острова Шерди на Печоре 20 километрами ниже села Шердино.

## Данные водного реестра
По данным государственного водного реестра России относится к Двинско-Печорскому бассейновому округу, водохозяйственный участок реки — Печора от водомерного поста у посёлка Шердино до впадения реки Уса, речной подбассейн реки — бассейны притоков Печоры до впадения Усы. Речной бассейн реки — Печора.
Код объекта в государственном водном реестре — 03050100212103000060930.